# قلعة العوامر (إزكي)
قلعة العوامر منطقة سكنية تقع في ولاية إزكي، التابعة لمحافظة الداخلية في سلطنة عمان. يقدر عدد سكانها بـ 2449 نسمة حسب إحصاء عام 2010 التابع للمركز الوطني للإحصاء والمعلومات الحكومي. رمز المنطقة هو 50630111.

## الوصلات الخارجية
- المركز الوطني للإحصاء والمعلومات، سلطنة عمان